# Provincia de Atacama
La provincia de Atacama fue una de las divisiones administrativas de Chile existente desde 1843 hasta 1976.
Fue creada con la ley de 31 de octubre de 1843, a partir del departamento de Copiapó, el departamento de Freirina y el departamento de Vallenar provenientes de la antigua provincia de Coquimbo.
Hacia 1856, la Provincia contaba con los siguientes departamentos:
| Departamento | Cabecera |
| ------------ | -------- |
| Copiapó      | Copiapó  |
| Caldera      | Caldera  |
| Freirina     | Freirina |
| Vallenar     | Vallenar |

En 1925, los departamentos eran:
| Departamento | Cabecera | Comunas                                                                |
| ------------ | -------- | ---------------------------------------------------------------------- |
| Chañaral     | Chañaral | Chañaral                                                               |
| Copiapó      | Copiapó  | Copiapó, Chañarcillo, Caldera, Tierra Amarilla, San Antonio de Atacama |
| Freirina     | Freirina | Freirina, Carrizal Alto, Huasco                                        |
| Vallenar     | Vallenar | Vallenar, San Félix, El Tránsito                                       |

El DFL 8582 del 30 de diciembre de 1927, que establece:

Artículo 1.° - Divídese el país en las siguientes provincias, departamentos y territorios:... 

PROVINCIA DE ATACAMA.- Capital Copiapó.

Departamentos: Chañaral, Copiapó y Huasco, capital Vallenar.

Art. 2°- Los departamentos tendrán por límites los fijados por el decreto-ley número 354, de 17 de marzo de 1925, y sus actuales cabeceras, con las modificaciones siguientes, además de las arriba indicadas:

- El departamento de Huasco estará formado por el territorio de los departamentos de Freirina y Vallenar, y su cabecera será la ciudad de Vallenar;

El DFL 8583 suprime las comunas de:
- Chañarcillo (anexada a Copiapó)
- Carrizal Alto (anexada a Huasco)
- San Antonio de Atacama (anexada a Tierra Amarilla)
- Puquíos (anexada a Copiapó)
- San Félix (anexada a Vallenar)

Así, la Provincia queda conformada por:
| Departamento | Cabecera | Comunas                                 |
| ------------ | -------- | --------------------------------------- |
| Chañaral     | Chañaral | Chañaral                                |
| Copiapó      | Copiapó  | Copiapó, Caldera, Tierra Amarilla       |
| Huasco       | Vallenar | Vallenar, El Tránsito, Freirina, Huasco |

En 1931 se suprime la comuna de El Tránsito (anexada a Vallenar) y en 1940 se restablece el departamento de Freirina, con lo que la provincia quedó compuesta por:
| Departamento | Cabecera | Comunas                           |
| ------------ | -------- | --------------------------------- |
| Chañaral     | Chañaral | Chañaral                          |
| Copiapó      | Copiapó  | Copiapó, Caldera, Tierra Amarilla |
| Freirina     | Freirina | Freirina, Huasco                  |
| Huasco       | Vallenar | Vallenar                          |

Para 1976 la Provincia de Atacama estaba formada de la siguiente manera:
| Departamento | Cabecera | Comunas                           |
| ------------ | -------- | --------------------------------- |
| Chañaral     | Chañaral | Chañaral, Pueblo Hundido (1972)   |
| Copiapó      | Copiapó  | Copiapó, Caldera, Tierra Amarilla |
| Freirina     | Freirina | Freirina, Huasco                  |
| Huasco       | Vallenar | Vallenar                          |

Más tarde, en 1976, la provincia pasó a convertirse en la Región de Atacama dividida en las provincias de Chañaral, Copiapó y Huasco.